# Fudbalski Klub Napredak Kruševac
Il Fudbalski Klub Napredak Kruševac (serbo: ФК Напредак Крушевац), meglio noto come FK Napredak Kruševac, è una società calcistica serba con sede nella città di Kruševac.
Dalla stagione 2016-2017 milita nella SuperLiga serba, la massima divisione del campionato serbo.

## Storia
Fondato l'8 dicembre 1946 dalla fusione tra Zakić, Badža e 14. Oktobar, giocò la sua prima partita ufficiale nel gennaio del 1947 contro il Makedonija G.P. a Skopje.
Già nel 1949 venne ammesso al massimo campionato jugoslavo, ma venne immediatamente retrocesso dopo una sola stagione. Solamente nel 1978 fece ritorno nella massima serie, raggiungendo anche la qualificazione alla Coppa UEFA 1980-1981.
Altro momento importante nella storia del club fu il raggiungimento della finale della Coppa di Jugoslavia del 2000, persa tuttavia contro la Stella Rossa, finale che comunque valse la qualificazione alla Coppa UEFA 2000-2001: rispetto all'esperienza precedente la squadra riuscì a superare il primo turno, battendo gli estoni dell'JK Viljandi Tulevik, ma venendo tuttavia sconfitta nel turno successivo contro i greci dell'OFI Creta.
Nella stagione 2007-2008 venne ripescato dalla Federazione serba al posto dell'FK Mladost Apatin ed in quella stagione conquistò il 5º posto, mancando per un solo posto il piazzamento ai preliminari di Coppa UEFA. Nella stagione 2009-2010 viene retrocesso in Prva Liga e ritornerà nella massima serie per la stagione 2013-2014. Ad inizio 2012 il club cambia gestione, acquistando nuovi giocatori (tra cui Nenad Mirosavljević dall'APOEL), cambiando il logo ed avviando la ristrutturazione dello stadio.
Termina la stagione 2014-2015 al quattordicesimo posto e sconfigge il Metalac nello spareggio per rimanere in Superliga e nella stagione 2017-2018 è l'unica squadra a battere sia il Partizan che la Stella Rossa in trasferta a Belgrado.

## Strutture

### Stadio
Dal 1976 il Mladost gioca le sue partite casalinghe allo stadio Mladost che fu costruito in soli 60 giorni. La prima partita si giocò in occasione della seconda giornata del campionato della Prva Savezna Liga contro il NK Zagabria, il 26 agosto. Alla fine del 2011 lo stadio venne ristrutturato e messo a nuovo, sono stati installati i seggiolini su tutte le tribune, una nuova scoreboard a LED della Philips e due riflettori dalla potenza di 2000 lux. La ristrutturazione è costata 150.000.000 RSD (ca. 1.280.000 €).

## Palmarès

### Competizioni nazionali
- 2. Savezna liga: 3

1975-1976 (girone est), 1977-1978 (girone est), 1987-1988 (girone est)
- Prva Liga Srbija: 2

2012-2013, 2015-2016
- Druga liga SR Jugoslavije: 2

1999-2000 (girone est), 2002-2003 (girone est)

### Altri piazzamenti
- Coppa di Jugoslavia:

Semifinalista: 1991-1992
- 2. Savezna liga:

Terzo posto: 1950, 1971-1972 (girone est), 1974-1975 (girone est)
- Coppa di Serbia:

Finalista: 1999-2000
Semifinalista: 2024-2025
- Prva Liga Srbija:

Terzo posto: 2006-2007
- Druga liga SR Jugoslavije:

Secondo posto: 2001-2002 (girone est)

## Statistiche e record

### Statistiche nelle competizioni UEFA
Tabella aggiornata alla fine della stagione 2018-2019.
| Competizione                  | Partecipazioni | G | V | N | P | RF | RS |
| ----------------------------- | -------------- | - | - | - | - | -- | -- |
| Coppa UEFA/UEFA Europa League | 2              | 6 | 1 | 2 | 3 | 6  | 10 |

## Organico

### Rosa 2023-2024
Aggiornata al 12 febbraio 2024.
| N. |                   | Ruolo | Calciatore           |
| -- | ----------------- | ----- | -------------------- |
| 1  | Serbia (bandiera) | P     | Vladimir Savić       |
| 2  | Serbia (bandiera) | D     | Stefan Jovanović     |
| 4  | Serbia (bandiera) | C     | Filip Krstić         |
| 5  | Serbia (bandiera) | D     | Nikola Stevanović    |
| 6  | Serbia (bandiera) | D     | Strahinja Ristic     |
| 7  | Serbia (bandiera) | D     | Nikola Vukajlović    |
| 8  | Serbia (bandiera) | C     | Filip Jović          |
| 9  | Serbia (bandiera) | A     | Slobodan Stanojlović |
| 10 | Serbia (bandiera) | C     | Branislav Tomić      |
| 11 | Serbia (bandiera) | C     | Luka Laban           |
| 12 | Serbia (bandiera) | C     | Nebojša Bastajić     |
| 14 | Serbia (bandiera) | A     | Đorđe Kotlajić       |
| 15 | Serbia (bandiera) | D     | Ognjen Mršić         |
| 16 | Serbia (bandiera) | C     | Andrej Blagojević    |
| 18 | Serbia (bandiera) | C     | Siniša Babić         |
| 19 | Serbia (bandiera) | P     | Vladimir Bajić       |
| 20 | Serbia (bandiera) | A     | Nikola Marinković    |

| N. |                                 | Ruolo | Calciatore                 |
| -- | ------------------------------- | ----- | -------------------------- |
| 23 | Serbia (bandiera)               | C     | Lazar Zličić               |
| 24 | Serbia (bandiera)               | А     | Đorđe Skočajić             |
| 25 | Serbia (bandiera)               | D     | Nemanja Đeković            |
| 27 | Serbia (bandiera)               | C     | Uroš Ljubomirac (capitano) |
| 31 | Serbia (bandiera)               | C     | Saša Marjanović            |
| 33 | Serbia (bandiera)               | C     | Dušan Stoiljković          |
| 44 | Bosnia ed Erzegovina (bandiera) | C     | Damir Sadiković            |
| 45 | Serbia (bandiera)               | D     | Jovan Marinković           |
| 55 | Serbia (bandiera)               | A     | Andrija Majdevac           |
| 70 | Serbia (bandiera)               | C     | Marko Putinčanin           |
| 77 | Serbia (bandiera)               | A     | Uroš Nenadović             |
| 84 | Serbia (bandiera)               | P     | Lazar Balević              |
| 88 | Serbia (bandiera)               | А     | Đorđe Jovanović            |
| 89 | Serbia (bandiera)               | А     | Milan Bojović              |
| 95 | Serbia (bandiera)               | C     | Nikola Stanković           |
| 99 | Serbia (bandiera)               | D     | Pavle Mihajlović           |

### Staff tecnico
- Allenatore:  Vladimir Gaćinović
- Vice-Allenatore:  Branko Savić
- Preparatore dei Portieri:  Aleksandar Božović
- Preparatore atletico:  Filip Jorgic